# Iñigo Muguerza
Iñigo Muguerza Sainz de la Maza (Madrid,Cantabria 1963)2023, es un escultor español.  Viene de una familia de artistas, nieto del guitarrista Regino Sáinz de la Maza (1896-1981) y biznieto de la escritora Concha Espina (1869-1955).

## Biografía
Inició  su educación artística en el estudio de Amadeo Roca, entre 1977 y 1985.

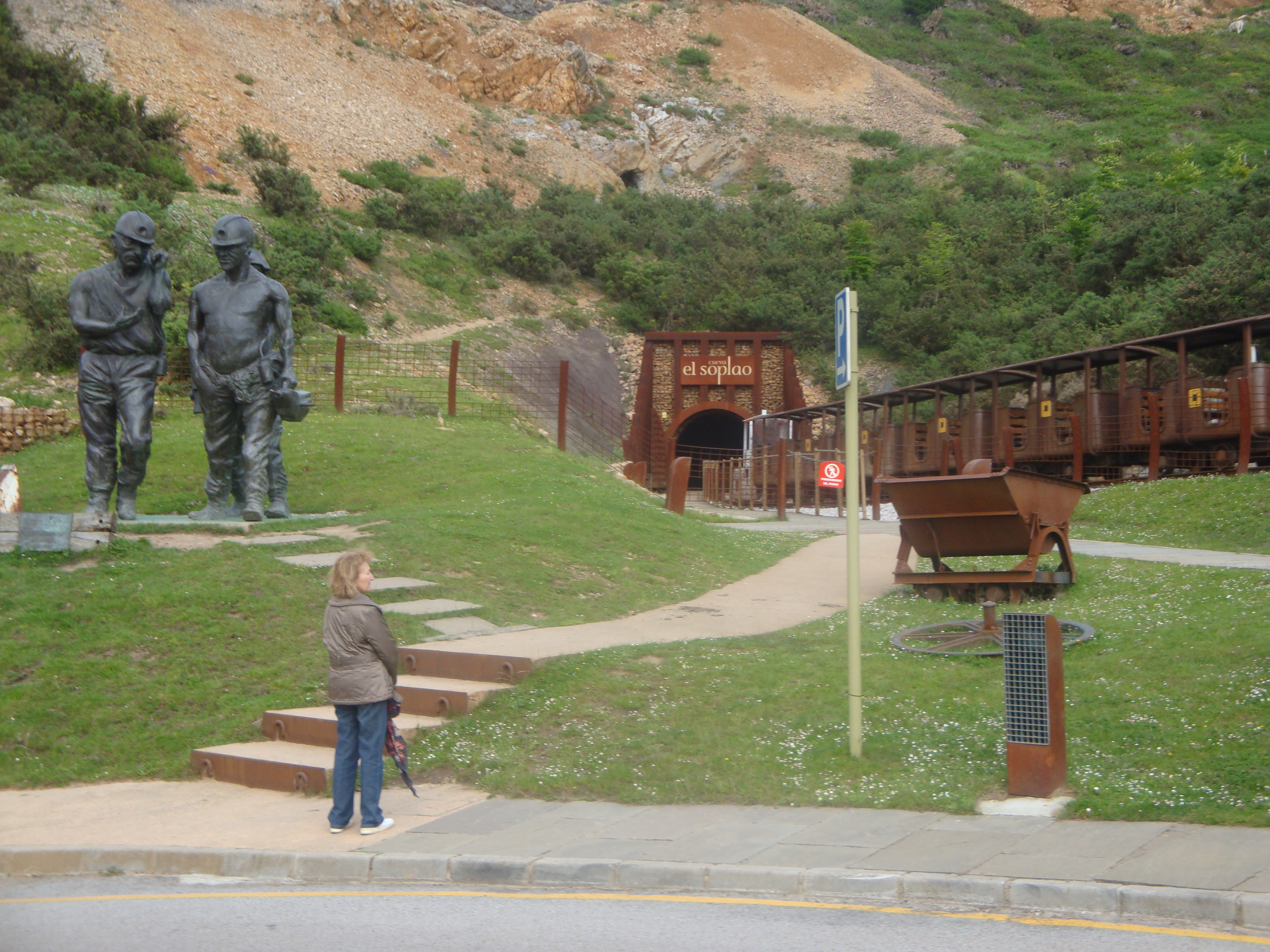
Escultura de los mineros a la entrada de las Cuevas del Soplao

Se pueden contemplar obras del autor en plazas públicas de Santander, Oviedo (escultura urbana conocida con el nombre de Caballo) y la Comunidad de Madrid. Es suya la escultura costumbrista  (encargada por parte de la Consejería de Cultura, Turismo y Deporte, como homenaje a los mineros) que preside la explanada de las Cuevas del Soplao, (Cantabria).
También realiza bustos de personajes ilustres o destacados, tales como sus parientes artistas, el guitarrista Regino Sáinz de la Maza, su abuelo,  y de la escritora Concha Espina, su bisabuela.
Durante su educación en  Madrid, realizó obras de varios miembros de la Familia Real. Entre otras grandes obras de este autor podemos destacar la estatua dedicada al Papa Juan Pablo II en Brunete que tiene unos tres metros de altura.
Es un experimentado jinete, cosa que le llevó a montar una herrería como parte de su trabajo como escultor de metales (fundamentalmente bronce), utilizando la forja y recuperando el oficio de herrero.
En 1991, la familia de  Fernando Martín, jugador de baloncesto del Real Madrid y de la selección española, le encargó  una escultura que se colocó junto a su tumba, en el cementerio de La Almudena, Madrid.
En el año 2001 el Ayuntamiento de Oviedo inauguró la escultura urbana conocida como "Caballo", obra de Muguerza, para decorar las instalaciones del Centro Ecuestre municipal El Asturcón, que fueron inauguradas  en El Molinón en 1999, y con ellas se sustituía el recinto hípico de San Lázaro, que desapareció en los años ochenta del siglo XX. Con la estatua, que representa un caballo que podría calificarse de “grecolatino” por su figura estilizada y su brío, se representa un corcel con morro estirado, grupa erizada y patas musculosas.